# Anthribola femorata
Anthribola femorata är en skalbaggsart som beskrevs av Waterhouse 1882. Anthribola femorata ingår i släktet Anthribola och familjen långhorningar.
Artens utbredningsområde är Madagaskar. Inga underarter finns listade i Catalogue of Life.